# Kate Jepson
Kate Jepson (Clinton, 7 luglio 1860 – Filadelfia, 27 settembre 1923) è stata un'attrice teatrale e attrice cinematografica statunitense.

## Biografia
Nata nel 1860 nel New Jersey, la sua fu una carriera essenzialmente teatrale. Il suo nome compare sulle locandine degli spettacoli di Broadway nei primi anni del Novecento. A metà degli anni dieci, a 54 anni, iniziò a lavorare anche per il cinema. Data l'età, le vennero affidati ruoli da caratterista. Nel 1918, girò per la Vitagraph il suo ultimo film, The Rathskeller and the Rose, tratto da un racconto di O. Henry.
Morì il 27 settembre 1923 a Filadelfia, all'età di 63 anni.

## Spettacoli teatrali
- Mary, Mary, Quite Contrary (Broadway, 25 dicembre 1905)
- Mary, Mary, Quite Contrary (Broadway, 5 gennaio 1906)
- In the Bishop's Carriage (Broadway, 25 febbraio 1907)
- What Happened to Mary (Broadway, 24 marzo 1913)
- Children of Earth (Broadway, 12 gennaio 1915)
- Moonlight Mary (Broadway, 27 gennaio 1916)

## Filmografia
- The Education of Mr. Pipp, regia di William F. Haddock (1914)
- Just Out of College, regia di George Irving (1915)
- The Turmoil, regia di Edgar Jones (1916)
- The Rathskeller and the Rose, regia di George Ridgwell (1918)